# Президентський університет (Колката)
Президентський університет, колишній Президентський коледж — індійський державний університет, розташований в Колкаті на Коледж-стріт. Заклад отримав статус університету в 2010 році. До цього функціонував як коледж у складі Калькуттського університету. Заснований у 1817 році, він є одним з найстаріших закладів вищої освіти в Індії. Серед випускників Президентського університету — два нобелівські лауреати, лідери індійського руху за незалежність, глави держав, лауреати премії Оскар та видатні постаті бенгальського мистецтва та літератури.
Це один з найпрестижніших вищих навчальних закладів Індії. За перший цикл свого існування як університету, університет отримав оцінку «А» з балом 3.04/4.00 від Національної комісії з оцінки та акредитації. Комісія з університетських грантів визнала його університетом національної слави.

## Історія

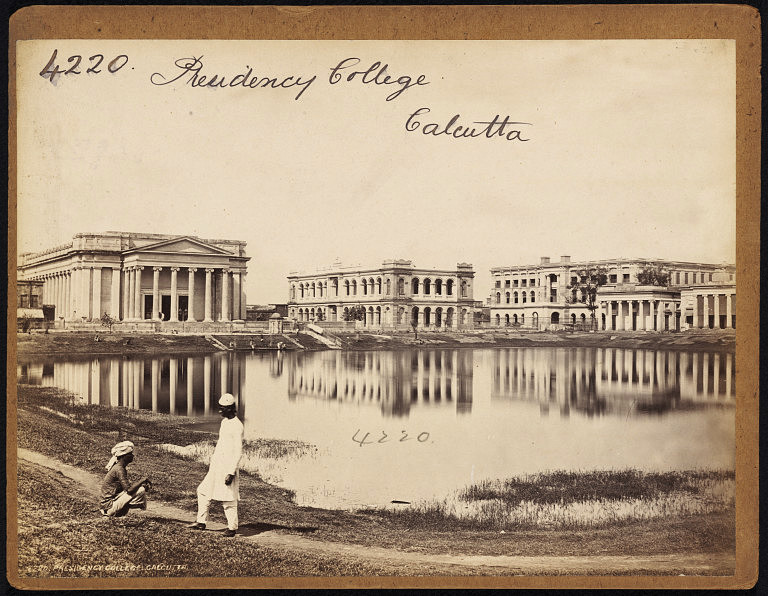
Президентський коледж у Калькутті, Френсіс Фріт.

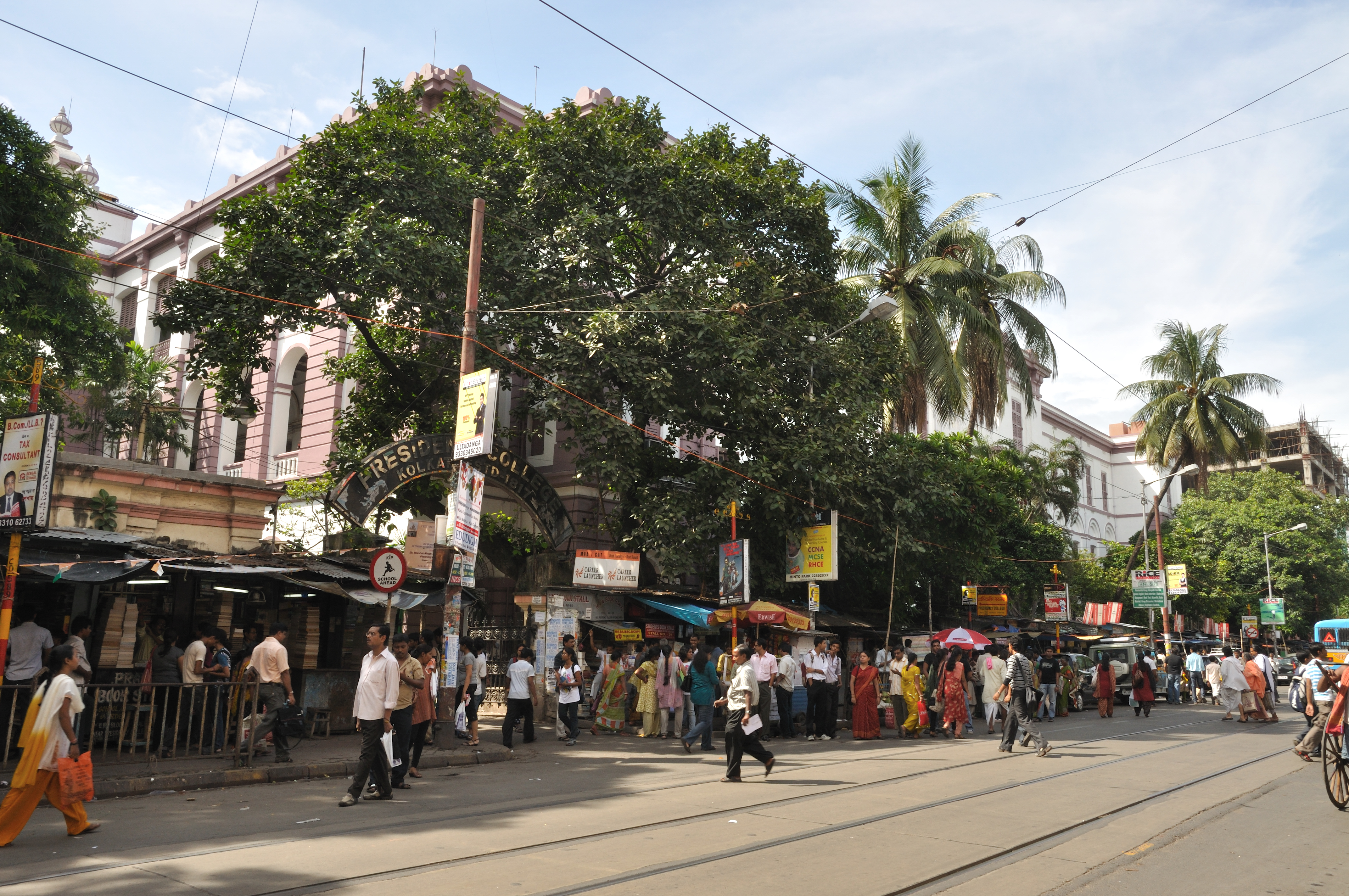
Головний вхід університету на Коледж-стріт

Зі створенням Верховного суду Калькутти в 1773 році багато індусів Бенгалії виявили значний інтерес до вивчення англійської мови. Філантроп Девід Хейр у співпраці з раджою Радхакантою Дебом вже робив кроки для запровадження освіти англійською мовою в Бенгалії. Бабу Буддінатх Мукерджі просував впровадження англійської мови як мови подальшого навчання, заручившись підтримкою сера Едварда Гайда Іста, голови Верховного суду Форт-Вільяма, який скликав зустріч «європейських та індуїстських джентльменів» у своєму будинку в травні 1816 року. Метою зустрічі було «обговорити пропозицію заснувати установу для надання ліберальної освіти дітям членів індуїстської громади». Пропозиція була одноголосно схвалена, і було обіцяно пожертвувати понад 100 тисяч рупій на заснування нового коледжу. П'ятьма Бабу, які зробили найбільший внесок у створення коледжу своїми пожертвами, були: Раджа Гопі Мохун Деб з Шовабазар Радж, Махараджа Тедж Чандра з Бардхаман Радж, Раджа Гопі Мохан Тагор з Патуріагата, Бабу Джой Крішна Сінгха з Джорасанко та Бабу Ганга Нараян Дас. Раджа Рам Мохан Рай повністю підтримав цю ідею, але вирішив не виступати на її підтримку публічно, побоюючись «розтривожити упередження своїх ортодоксальних співвітчизників і таким чином затьмарити всю ідею».
Спочатку заняття проходили в будинку Горачанд Байсака під назвою Гаранхатта (пізніше перейменований на 304, Чітпор Роуд), який коледж орендував. У січні 1818 року коледж переїхав до будинку Ферінґі Камала Босе в Чітпорі. З Чітпора коледж переїхав до Боубазару, а згодом до будівлі, в якій зараз знаходиться Санскритський коледж на Коледж-стріт.

### Перехід до університету
19 березня 2010 року уряд Західної Бенгалії ухвалив законопроєкт про Президентський університет 2009 року в Законодавчій асамблеї штату. 7 липня 2010 року губернатор Західної Бенгалії М. К. Нараянан схвалив законопроєкт про Президентський університет. 23 липня 2010 року уряд Західної Бенгалії опублікував повідомлення про завершення всіх юридичних формальностей, необхідних для того, щоб заклад став повноцінним університетом. Амія Багчі був призначений головою комітету, створеного для відбору та призначення першого віце-канцлера університету. Аміта Чаттерджі, професорка філософії Університету Джадавпур у відставці, була призначена першою віце-канцлеркою Президентського університету 5 жовтня 2010 року.
У 2011 році міністр вищої освіти Братья Басу запропонував створити групу наставників, подібну до наставницької групи Наланда, для нагляду за роботою університету. На початку червня 2011 року головний міністр Західної Бенгалії Мамата Банерджі оголосив, що буде сформовано комітет, головним наставником якого стане Амартія Сен, а головою — Сугата Босе з Гарварду, для нагляду за роботою коледжу і виконання завдання з призначення всіх посадових осіб і викладачів. Членами наставницької групи президентського університету також є лауреат Нобелівської премії з економіки 2019 року Абхіджит Банерджі, Ашок Сен, Саб'ясачі Бхаттачарія, Наянджот Лахірі, Гімадрі Пакраші, Рахул Мукерджі та суддя Ішера Алувалія, Свапан Кумар Чакраворті. Суканта Чаудхурі вийшов зі складу комітету у 2012 році.
Вхід до кампусу позначений невеликою гауптвахтою зліва. На стіні вартової кімнати висить меморіальна дошка, присвячена дурвану (охоронцю) Раму Екбалу Сінгху, який загинув, захищаючи інститут від бунтівників. 2017 року університет святкував своє двохсотріччя.

## Організаційна структура

### Управління
Як і кожен державний університет у Західної Бенгалії, Президентський університет очолює канцлер (ректор), який є губернатором Західної Бенгалії. Віце-канцлер є науковим та адміністративним керівником закладу. Посада віце-канцлера замінила посаду директора після того, як Президентський коледж отримав статус університету. Професорка Анурадха Лохіа була першим постійним віце-канцлером закладу. Головою університетської адміністрації є доктор Дебаджйоті Конар.
Голова екзаменаційної комісії, головний бібліотекар, фінансовий директор і студентський декан, а також декан департамента мистецтв і декан з наукового департаменту є важливими посадовими особами університету. Університетом керує група наставників. Групу наставників очолює Сугата Босе, професор історії океанічних досліджень Гардінера в Гарвардського університету. Нобелівський лауреат і економіст Амартія Сен є радником голови університету.
| - Бенгальська - Науки про життя - Хімія - Економіка | - Англійська - Географія - Геологія - Хінді | - Історія - Математика - Виконавське мистецтво - Фізика | - Філософія - Політологія - Соціологія - Статистика | - Інститут наук про здоров'я - Школа астрофізики |

## Рейтинги
У 2024 році університет отримав 151—200 місце в Індії за версією NIRF (National Institutional Ranking Framework).

## Видатні випускники
Серед випускників Президентського університету — лауреати Нобелівської премії з економіки, лідери індійського руху за незалежність, глави держав, лауреати премії «Оскар», академіки та видатні митці Бенгальського Відродження.